# Steinbergstein
Der Steinbergstein ist ein 2215 m ü. A. hoher Berg in den  Kitzbüheler Alpen. 

## Lage
Der Steinbergstein erhebt sich zwischen den Tälern der Windauer Ache und der Kelchsauer Ache. Das quellenreiche Kar zwischen der Nordflanke des Steinbergsteins, dem Ramkarkopf (2063 m) und dem Steinberg (1886 m) bildet den Steinberggraben, der sich in die Windauer Ache ergießt.
Im Süden des Steinbergs entspringt der Trattenbach, der die Kurze Grundache speist, einen Zufluss der Kelchsauer Ache.

## Nutzung des Berges
Oberhalb der Waldgrenze werden die offenen Hänge als Weidegründe für Schafe, Ziegen, Kühe und Pferde genutzt. Vor allem Schafherden sind im Sommer in der Nähe des Gipfels anzutreffen. Eine Materialseilbahn führt von der Gamskogelhütte zur Lagfeldenalm. Die Wanderwege sind alle mit Baum- und Bodenmarkierungen ausgewiesen.

## Bergbesteigung
Von Kelchsau aus geht es auf dem Fahrweg über die Jausenstation „Sonnblick“ zu den Demmelshütten. Von hier führt unser Weg über die Lodronalmen durch freies Almgelände hinauf zum Lodrongipfel (1925 m). Von hier aus gelangt man in ungefähr 1½ Stunden zum Gipfel des Steinbergsteins. Insgesamt ist eine Gehzeit von fünf Stunden anzusetzen.
Auf dem befahrbaren Forstweg im Windautal, der bis zum Fuße des Kröndlhorns führt, gelangt man zum Steinberghaus und zur Gamskogelhütte.
Die kürzeste, jedoch auch schwierigste Route, führt an der Ostflanke von der Gamskogelhütte über die Ahornaualm steil hinauf zur Lagfeldenalm. Von hier aus geht es durch offenes Gelände über einen nicht befestigten, doch markierten Weg hinauf zum Gipfel. 
Auch eine Besteigung vom Steinberghaus aus ist möglich und führt durch den Steinberggraben über die Neuhögenalmen und die Oberkaralm hinauf zum Lodronjoch. Von dort aus gelangt man über den Ramkarkopf zum Steinbergstein.
Alle Wanderwege, aber vor allem die der Ostflanke erfordern gute Trittsicherheit. Im Winter ist der Steinbergstein ein beliebtes und anspruchsvolles Ziel für Skitouren.

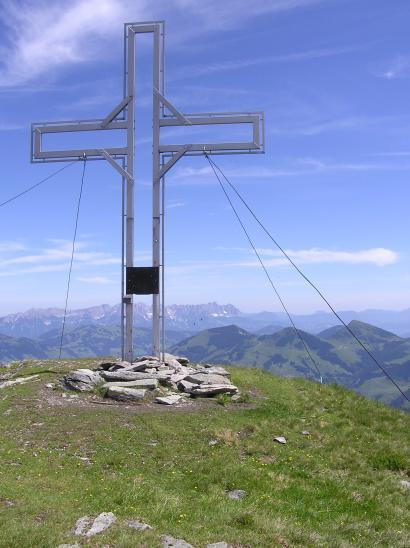
Das Gipfelkreuz des Steinbergsteins

## Gipfel
Der Steinbergstein ist mit einem Gipfelkreuz aus Stahl versehen. Es wurde – in seiner jetzigen Form – im Sommer 1978 errichtet.
Der Gipfel erlaubt einen beeindruckenden Ausblick auf das Brixental und das Kaisergebirge im Norden. In südlicher Richtung erstreckt sich die Kammlinie der Kitzbüheler Alpen mit den prominenten Gipfeln des Kröndlhorns (2444 m) und des Salzachgeiers (2466 m).